# Natascha (tecknad serie)
Natascha (i original Natacha) är en tecknad serie, som skapades 1970 av belgaren François Walthéry. Fram till 2018 har 23 album med serien givits ut. 

## Handling
Natascha är en mycket snygg och sexig, blond flygvärdinna. Hon är självständig och modig och ständigt inblandad i att kämpa mot de onda. Eftersom hon har sin tjänst på internationella långflygningar, utspelas hennes äventyr praktiskt taget över hela världen.

## Seriealbum
I början av 1980-talet gavs sju album med Natascha ut på svenska. Ordningen nedan avser den ordning som berättelserna skapats.
1. Natascha och huvudjägarna (Nataschas äventyr 2), utgiven på svenska 1980. Originaltitel Natacha, hôtesse de l'air (text av Gos), Dupuis, 1971.
2. Natacha et le Maharadjah (text av Gos), Dupuis, 1972.
3. Den mystiska asken (Nataschas äventyr 4), utgiven på svenska 1981. Originaltitel La mémoire de métal (text av Étienne Borgers), Dupuis, 1974 samt Un brin de panique (text av Marc Wasterlain)
4. Natascha och kungen (Nataschas äventyr 3), utgiven på svenska 1981. Originaltitel Un Trône pour Natacha (text Maurice Tillieux), Dupuis, 1975.
5. Dubbelspel (Nataschas äventyr 5), originaltitel Double vol, (text av Mittéï och Walthéry, Dupuis, 1976. Innehåller även Stjärnan från Berger (L'étoile du berger), text av Gos och En trollkarl försvinner, originaltitel Un tour de passe-passe (text av Lemasque).
6. Le treizième apôtre (text av Maurice Tillieux), Dupuis, 1978.
7. Natascha, flygvärdinnan (Nataschas äventyr 1), utgiven på svenska 1979. Originaltitel L'hôtesse et Mona Lisa (text av Mittéï, bild även av Pierre Seron), Dupuis, 1979.
8. Raka spåret till Caltech del 1(Nataschas äventyr 6) utgiven på svenska 1982. Originaltitel Instantanés pour Caltech (text av Étienne Borgers, bild även av Jidéhem), Dupuis, 1981.
9. Raka spåret till Caltech del 2 (Nataschas äventyr 7), utgiven på svenska 1983. Originaltitel Les machines incertaines (text av Étienne Borgers, bild även av Jidéhem), Dupuis, 1983.
10. L'ile d'outre-monde (text av Marc Wasterlain, bild även av Will), Dupuis, 1984.
11. Le grand pari (text av Mittéï, bild även av Laudec), Dupuis, 1985.
12. Les culottes de fer (text av Mittéï, bild även av Laudec), Dupuis, 1986.
13. Les nomades du ciel (text av Raoul Cauvin, bild även av Laudec), Dupuis, 1988.
14. Cauchemirage (text av Mythic, bild även av Mittéï), Marsu Productions, 1989.
15. La ceinture du Cherchemidi (text av Peyo, bild även av Mittéï), Marsu Productions, 1992.
16. L'ange blond (text av Maurice Tillieux, bild även av Georges Van Linthout), Marsu Productions, 1994.
17. La veuve noire (text av Michel Dusart, bild även av Georges Van Linthout), Marsu Productions, 1997.
18. Natacha et les dinosaures (text av Marc Wasterlain), Marsu Productions, 1998.
19. La mer des rochers (text av Peyo), Marsu Productions, 2004.
20. Atoll 66 (text av Guy d'Artet, bild även av Di Sano), Marsu Productions, 2007.
21. Farlig återblick, originaltitel Le regard du passé, text av Mythic och Thierry Martens, 2010. Utgiven på svenska i 91:an 2016.
22. Den blå höken, originaltitel L'épervier bleu, text av Max Mayeu, 2014. Utgiven på svenska i 91:an 2016.